# Gruta do Luís Pereira
A Gruta do Luís Pereira é uma gruta portuguesa localizada na freguesia da Praia do Norte, concelho da Horta, ilha do Faial, arquipélago dos Açores.
Esta formação geológica apresenta uma geomorfologia de campo de lava de encosta, apresentamdo um comprimento de 50 m, uma largura máxima de 2 m e uma altura máxima de 1 m.